# Быстровка (Смоленская область)
Быстровка (ранее — Дурышки) — деревня в Руднянском районе Смоленской области России. Входит в состав Казимировского сельского поселения. Население — 31 житель (2007 год).

## Географическое положение
Расположена в западной части области в 9 км к югу от Рудни, в 10 км южнее автодороги А141 Орёл — Витебск. В 10 км севернее деревни расположена железнодорожная станция Рудня на линии Смоленск — Витебск. 

## История
В годы Великой Отечественной войны деревня была оккупирована гитлеровскими войсками в июле 1941 года, освобождена в октябре 1943 года.
В 1963 году указом Президиума Верховного Совета РСФСР деревня Дурышки Руднянского сельского района переименована в Быстровку. 